# Full-spectrum dominance
Full-spectrum dominance (deutsch etwa: „Überlegenheit auf allen Ebenen“) ist ein Einsatzkonzept der US-Streitkräfte, das von der Theorie ausgeht, dass echte militärische Überlegenheit nur durch eine die Teilstreitkräfte übergreifende gleichzeitige Kontrolle aller Einsatzebenen zu erreichen ist. Neben den klassischen drei (Land, See, Luft) werden auch der Weltraum, die elektromagnetische Ebene und der Informationskrieg (vgl. Cyberspace; Cyberkrieg; Network-Centric Warfare) dazugezählt.
Echte Kontrolle im Sinne einer Full-spectrum dominance kann nur durch eine ausreichende Besetzung aller Ebenen mit entsprechenden Einsatzmitteln erzwungen werden.

## US-Militär-Doktrin
Die Militärdoktrin der Vereinigten Staaten unterstützt die strategische Absicht, den Status einer Full-spectrum dominance in einem bewaffneten Konflikt durch Bekämpfung jedes möglichen Feindes und mit allen dafür erforderlichen Kräften und Maßnahmen zu erreichen, entweder allein oder zusammen mit Alliierten. Diese Festlegung impliziert signifikante Investitionen in die Rüstung, nicht nur beim Etat, sondern auch in den Fähigkeiten, den Kampf überlegen zu führen und mittels eines präzisen Kostenmanagements die erforderlichen logistischen Herausforderungen zu bewältigen. Nur wenn diese Voraussetzungen erfüllt sind, lässt sich nach den Maßgaben der Militärdoktrin Joint Vision 2020 die „Vorherrschaft im gesamtem Spektrum“ realisieren.

## Kritik
„Ich habe schon früher gesagt, dass die Vereinigten Staaten nun völlig freimütig ihre Karten auf den Tisch legen. Das ist der Fall. Ihre offiziell erklärte Politik ist jetzt als ‚Full Spectrum Dominance‘ definiert. Das ist nicht mein Ausdruck – es ist ihrer. ‚Full Spectrum Dominance‘ meint die Kontrolle des Landes, der See, der Luft und des Weltraums und aller begleitenden Ressourcen.“

„Es ist wahr, obgleich es in der im Kontrollwahn befangenen Welt des Militärs selten zur Kenntnis genommen wird, dass eine 'Full Spectrum Dominance' in der globalen Informationsumwelt unmöglich ist.“